# Mon ange (pel·lícula de 2016)
Mon ange és una pel·lícula romàntica de fantasia belga en francès, dirigida per Harry Cleven i escrita per Cleven i Thomas Gunzig. La pel·lícula es va estrenar el 2016.

## Argument
Louise és una dona feliç que participa en un espectacle de màgia juntament amb el seu mag amant. Tanmateix, un dia, desapareix sense deixar rastre i la desconsolada Louise és enviada a un manicomi. S'assabenta que està embarassada, i nou mesos després, dóna a llum un nen, a qui anomena Ange. Ange té el do especial de la invisibilitat i Louise amaga la seva identitat a la resta del món. Ange té una infància normal fins que coneix Madeleine, una nena cega. Es fan bons amics. Tanmateix, un dia la Madeleine revela que recuperarà la vista.
Louise mor inesperadament i l'Ange s'escapa mentre les infermeres s'emporten el cos de la seva mare, refugiant-se a la casa d'infantesa de la seva mare. Passen els anys i Ange és ara un home gran, encara invisible. Madeleine ha recuperat la vista amb èxit. Feia temps que buscava l'Ange i acabava de comprar la casa de la seva mare. Ella va al manicomi per saber més sobre ell, però no hi ha constància de la seva existència. Deixa una carta a la tomba de Louise. Ange recull la carta, on la Madeleine li demana que torni amb ella. Ange continua vivint a la casa, sense que ella ho sàpiga. Madeleine continua sentint que alguna cosa no funciona, però ho descarta. Després de massa esperar, li escriu una carta que haurien de conèixer-se, només si la Madeleine manté els ulls tancats. Es troben al bosc, i Madeleine, tal com s'ha promès, manté els ulls tancats, però és capaç de sentir la seva presència.
L'Ange li pregunta a Madeleine com es va sentir quan va recuperar la vista, a la qual cosa li detalla que els objectes van sorgir només quan els tocava. Més tard es va adonar que els objectes sempre hi eren. Això fa que Ange es qüestioni la seva existència. Continuen trobant-se, amb la Madeleine amb els ulls embenats. Un dia van al llac, i l'Ange li promet a Madeleine que es revelarà a ella aquella nit.
Arriba la nit i l'Ange espera al dormitori amb un llençol al cap. La Madeleine diu que l'estimarà sense importar com es vegi, però en treure el llençol, la Madeleine es sorprèn al no veure res. Ange li diu la veritat, que és massa per a ella. Ella cau a terra plorant. Ella confessa que mantindrà els ulls tancats si això vol dir que poden estar junts. Ange creu que haurà de ser cega per estimar-lo realment. La Madeleine es desperta al matí, només per trobar una carta de l'Ange dient que s'allunyarà de la seva vida, prometent que l'estimarà sempre però que ella ha de deixar d'estimar-lo. La Madeleine empaqueta les seves coses i està preparada per marxar quan sent alguna cosa al pit, gairebé com si sabés on és l'Ange. Ella capta la seva olor i descobreix que és al llac. Ella surt corrents cridant-lo. L'Ange no respon, però accidentalment cau a l'aigua. L'Ange no és nedador i la Madeleine se submergeix i el salva de l'ofegament. Madeleine declara que aquest és el final de la seva dissort i que es mantindran junts per sempre. Ella promet aprendre a veure'l amb els ulls oberts.
Al final, són una parella feliç i tenen un nadó junts. També tenen el seu propi espectacle de màgia.

## Repartiment
- Elina Löwensohn com a Louise
- François Vincentelli com l'Ange
- Fleur Geffrier com a Madeleine (adult)
- Maya Dory com a Madeleine (adolescent)
- Hannah Boudreau com a Madeleine (nena)

## Premis
Mon ange va rebre tres nominacions als 8ns Premis Magritte. Va guanyar el Actriu revelació per Dory, i va ser nominada a la millor fotografia i millor disseny de producció.